# ГЗА-651
ГЗА-651 (ПАЗ-651) — советский автобус капотной компоновки с деревянным каркасом кузова на шасси ГАЗ-51, выпускался на Горьковском заводе автобусов (ГАЗ, позднее — ГЗА), Павловском автомобильном заводе (ПАЗ), Рижском авторемонтном заводе № 2 (РАРЗ, позднее - РАФ), Курганском автобусном заводе (КАвЗ) с 1949 по 1973 год.

## История модели
В 1952 году производство автобуса ГЗА-651 было передано на «Павловский автобусный завод», где он выпускался под наименованием ПАЗ-651. Первые 5 автобусов собраны 5 августа 1952 года.
С 1953 года к производству ГЗА-651 под маркой РАРЗ-651 также подключился Рижский авторемонтный завод № 2 (РАРЗ, будущий РАФ). Простота деревянной конструкции позволила многим авторемонтным предприятиям наладить собственное производство автобусов ГАЗ-651 (иногда отличавшихся от горьковской версии) из грузовиков ГАЗ-51 и ГАЗ-51А.
С 1957 года в серию пошла цельнометаллическая версия ПАЗ-651А. На базе ГЗА-651 конструкторами ПАЗа было создано целое семейство спецфургонов:
- ПАЗ-651В (санитарный),
- ПАЗ-657 (хлебный фургон),
- ПАЗ-659 (автолавка),
- ПАЗ-659Б (эпидемлаборатория),
- ПАЗ-661 (фургон для одежды),
- ПАЗ-661Б (грузовой фургон),
- ПАЗ-654 (штабной),
- ПАЗ-655 (инкассаторский).

С января 1958 года производство автобуса ПАЗ-651А параллельно началось на Курганском автобусном заводе под индексом КАвЗ-651А. Производство на ПАЗе продолжалось до 1961 года. С 1971 года по 1973 год в Кургане выпускалась модификация КАвЗ-651Б, единственным отличием которой было наличие в салоне отопителя.
Кроме вышеуказанных заводов, документация на однотипные автобусы на шасси ГАЗ-51 передавалась и на десятки различных, ведомственных, предприятий, где подобные автобусы, иногда почти полностью идентичные, а иногда и с внесенными на местах конструктивными изменениями выпускали, в разное время, а всего, на протяжении более 40 лет. Так, Борисовский авторемонтный завод в БССР производил новые кузова однотипных автобусов и устанавливал их на капитально отремонтированные шасси ГАЗ-51А вплоть до 1982 года. А Скуратовский авторемонтный завод в РСФСР поступал аналогично вплоть до 1993 года.
На базе автомобиля ГАЗ-63 выпускался автобус повышенной проходимости КАвЗ-663.

## Внешние различия моделей
ГЗА-651 отличались от большей части автобусов ПАЗ и КАвЗ и непосредственно от грузовика ГАЗ-51 закруглённой обтекаемой решёткой радиатора и «носатым» капотом.
Характерным отличием машин выпуска до 1956 года (базировавшихся на шасси ГАЗ-51) было и наличие прямоугольных указателей поворота (таких же, как на «Победе»), разместившихся по бокам передней стенки кузова под ветровым стеклом.
Часть машин, в том числе и большинство экспортных серий, оснащались передним и задним хромированными бамперами и ободками фар.

## Галерея
- КАвЗ-651 «Рица» на территории санатория в Сочи (1959)
- Автобус Горьковского автозавода в музее в Эстонии (2012)
- Автобус повышенной проходимости КАвЗ-663 на экспозиции Мосгортранса на ВВЦ, Москва (2015)
- Курганский автобус КАвЗ-651А, выставка D.A.R.S., Днепропетровск (2013)
- ГЗА-651. Москва, «Парад автобусов», 2015
- АКЗ-1, там же
- АКЗ-3.

## Памятник
Автобус КАвЗ-651 установлен в качестве памятника в городском посёлке Зельва (Белоруссия) и в российских городах Шадринск и Искитим.